# Rewolucyjne Nuklei
Komórki Rewolucyjne (gr. Επαναστατικοί Πυρήνες) – organizacja terrorystyczna z Grecji.

## Historia
Organizacja działała w latach 1995-2000. Komórki Rewolucyjne deklarowały się jako spadkobierca Rewolucyjnej Walki Ludowej (ELA). W kwietniu 1999 roku bojownicy formacji podłożyli bombę w Hotelu InterContinental w Atenach. Zginęła wówczas jedna osoba.

## Jako organizacja terrorystyczna
Komórki Rewolucyjne figurują na liście organizacji terrorystycznych Unii Europejskiej. Od 1997 do 2009 roku znajdowały się na liście organizacji terrorystycznych Departamentu Stanu USA.

## Ideologia
Byli to terroryści lewicowi. Komórki Rewolucyjne były wrogo nastawione wobec greckiego establishmentu, Stanów Zjednoczonych, NATO i Unii Europejskiej.